# Pseudolasius waigeuensis
Pseudolasius waigeuensis is een mierensoort uit de onderfamilie van de schubmieren (Formicinae). De wetenschappelijke naam van de soort is voor het eerst geldig gepubliceerd in 1943 door Horace Donisthorpe.